# Inhibiteur de l'anhydrase carbonique
Les inhibiteurs de l'anhydrase carbonique sont une classe de composés pharmaceutiques qui inhibent l'activité des enzymes anhydrases carboniques. Ils sont utilisés comme agents anti-glaucome, diurétiques, antiépileptiques, dans le traitement du mal des montagnes, des ulcères gastro-duodénaux, des troubles neurologiques ou encore de l'ostéoporose,,.

## Propriétés pharmacodynamiques
Il inhibe l'élimination de H+ au niveau du tube contourné distal et proximal (réabsorption de H+). Il inhibe la réabsorption de Na+ sous forme bicarbonate de sodium qui sera éliminé dans les urines de même que le HCO3−. 

### Indications thérapeutiques
Il est surtout utilisé dans le glaucome (diminution de la sécrétion de l'humeur aqueuse) et pour alcaliniser les urines.
Il est aussi utilisé dans le cas des hypertensions intracrâniennes (pour diminuer le surplus de liquide céphalo-rachidien (LCR) dans les ventricules situés dans la boîte crânienne) pour, ainsi, uriner cet excédent dû à un déséquilibre entre la production et l'absorption du LCR. Il est utilisé comme diurétique.

## Exemples
- dorzolamide
- acétazolamide
- Brinzolamide
- Topiramate